# Spielbankenaffäre (Rheinland-Pfalz)
Als Spielbankenaffäre (auch Mainzer Spielbankaffäre) wird ein politischer Skandal der 1980er Jahre in Rheinland-Pfalz bezeichnet. Es bestand damals der Verdacht, dass die Konzessionsvergabe aufgrund persönlicher Verflechtungen und gegen Geldzuwendungen an die regierende CDU und an defizitäre Länderbetriebe zustande gekommen sei.

## Hintergrund
Mit Ende des Zweiten Weltkriegs war das Spielbankwesen zur Ländersache geworden. In Rheinland-Pfalz entfiel im November 1985, mit Verabschiedung des Spielbankgesetzes, die bisherige Beschränkung des Casinobetriebs auf Kur- und Badeorte. Die Ausarbeitung des Gesetzes hatte Anfang der 1980er Jahre begonnen. Die zu gründende Spielbankgesellschaft sollte nach Konzessionsmodell organisiert werden, bei dem mehrere Lizenznehmer Anteile (Konzessionen) in unterschiedlicher Höhe erwerben konnten. Die Leitung der Spielbankgesellschaft übernahm ein Geschäftsführer, der als Mit-Konzessionär nur einen kleinen Anteil des Unternehmens besaß.
Die landesstaatliche Spielbank in Bad Neuenahr sollte damit ihr bisheriges Monopol als einziges Spielcasino des Landes verlieren. Die geheimen Pläne zu einer entsprechenden Gesetzesinitiative wurde sukzessive einem kleinen Kreis möglicher Investoren bekannt. Eine finanzielle Beteiligung an der neuen Spielbankgesellschaft versprach ein gewinnbringendes Geschäft. Die Anteile waren darum begehrt, nicht alle Interessenten, wie etwa der FDP-Parteispendenbeschaffer und Marketing-Unternehmer Klaus Golombek, kamen zum Zug. Bei der Vergabe als nützlich galten gute Kontakte zur CDU-Alleinregierung Bernhard Vogels.
Für die Konzessionsvergabe unmittelbar verantwortlich waren der Landesinnenminister Kurt Böckmann und der Landesfinanzminister Carl-Ludwig Wagner (beide CDU Rheinland-Pfalz).

## Konzessionäre
Nach dem Erwerb der notwendigen Anteile wurden folgende Personen bzw. Institution Konzessionäre der Spielbankgesellschaft
- Friedrich Schröder, West-Berliner Bauunternehmer (33 Prozent)
- KuK GmbH[3] (Gruppe Karl-Heinz Kipp/Eckhard Kentsch) (33 Prozent)
- Mainzer Aufbaugesellschaft (20 Prozent)
- Spielbank Bad Neuenahr GmbH & Co. KG (10 Prozent)
- Siegfried Gumpp, vorgesehener Geschäftsführer der Spielbankgesellschaft (4 Prozent)

## Casino-Standorte
- Mainz, Landeshauptstadt von Rheinland-Pfalz
- Trier, Wohnsitz Carl-Ludwig Wagners, Finanzminister und von 1976 bis 1979 Oberbürgermeister der Stadt Trier
- Bad Ems, Sitz eines defizitären Staatsbads, in das Friedrich Schröder investiert hatte und dem das Casino zu größerer Attraktivität verhelfen sollte[5]

## Staatsanwaltliche Ermittlungen
Der Unternehmer Karl-Heinz Kipp, Gründer der Massa-Verbrauchermärkte, erhielt Ende Oktober 1986 von der Landesregierung seine Konzessionsanteile. Wenige Tage später spendeten Kipp und der Massa-Konzern der Bundespartei und dem CDU-Kreisverband von Kipps Heimatlandkreis Alzey-Worms insgesamt 100.000 DM.
Kipps Geschäftspartner, der Mainzer Medienmanager Eck(h)ard Kentsch, hielt weitere elf Prozent der Anteile. Als einer von zwei Geschäftsführern der Mainzer Verlagsanstalt (MVA) galt er als ein wichtiger Meinungsmacher. Die Herkunft von Kentschs im Frühling 1986 getätigter finanziellen Einlage (1,1 Millionen DM) wurde bald Gegenstand staatsanwaltlicher Ermittlungen, wie zuvor schon Kentschs Agieren bei der Vergabe staatlicher Lizenzen für die Gründung privater Rundfunkanstalten.
Im Dezember 1986 kam Kentsch in Untersuchungshaft. Ihm wurde u. a. vorgeworfen, im März des Jahres seinen Arbeitgeber, die MVA, um mindestens 10 Millionen DM betrogen zu haben. Die Staatsanwaltschaft Wiesbaden ging davon aus, dass Kentsch und sein Co-Geschäftsführer Gerhard Schmidt den Verlagsinhabern vorgegaukelt hätten, beim Verkauf des defizitären Darmstädter Tagblatts einen Kaufpreis von nur einer symbolischen Mark erzielt zu haben. Tatsächlich aber flossen zehn Millionen DM, die Kentsch und Schmidt in die eigenen Taschen steckten.
Ab 1988 wurde auch in der bald so genannten Spielbankaffäre ermittelt, diesmal seitens der Staatsanwaltschaft Koblenz. Kipp wurde Bestechung, den beiden Ministern Böckmann und Wagner Bestechlichkeit zur Last gelegt. Die zuständige Staatsanwaltschaft Koblenz stellte ihre Ermittlungen Anfang Januar 1989 ein, weil sie, trotz der zeitlichen Nähe zwischen Konzessionsvergabe und Spendenzahlungen, letztlich „keinen Zusammenhang“ zu erkennen glaubte.

## Untersuchungsausschuss
Trotz der Einstellung der Ermittlungen erwirkte die SPD im Frühjahr 1989 die Einsetzung eines Untersuchungsausschusses, der die Spielbankaffäre gemeinsam mit den unlauteren Machenschaften bei der Vergabe von Rundfunklizenzen thematisierte.
Dabei kam auch die Konzessionsvergabe an Friedrich Schröder zur Sprache. Mit einem Anteil von 33 Prozent war der West-Berliner Bauunternehmer der größte Einzel-Konzessionär. In Rheinland-Pfalz hatte er bis dahin mehrere Kurkliniken errichtet und sie Staatsbadgesellschaften verpachtet. 1981 hatte er das Staatsbad in Bad Ems, eines der defizitären vier Landesstaatsbäder, mit einer Einmalzahlung von 500.000 DM unterstützt. Im Jahr darauf erwarb er für weitere 245.000 DM Anteile an der defizitären Staatsbad Bad Ems GmbH & Co., Thermalwasserversorgungs-KG. Zum Dank soll ihn Finanzminister Wagner schon früh über die damals noch geheimen Planungen zum Aufbau einer Spielbankgesellschaft informiert und zum finanziellen Engagement ermuntert haben.
Vor dem Untersuchungsausschuss bestritt Wagner dies und behauptete, Informationen hinsichtlich der beabsichtigten Spielbankgründung seien bereits Ende 1982 in Pressemitteilungen aufgetaucht. Zuvor hatte Wagner noch angegeben, das über die Spielbankgründung erstmals im März 1984 berichtet worden sei, in Südwestfunk und in der Mainzer Allgemeinen Zeitung. Ferner gab Wagner an, dass Schröder selbst die Spielbankgründung mitangestoßen habe, indem er im Sommer 1983 der Landesregierung entsprechende Gedankenspiele unterbreitet hätte. Eine gewisse Plausibilität gewannen Wagners Ausführungen dadurch, dass man in Schröder einen Anteilseigner der 1975 gegründeten Spielbank Berlin vermutete. Die Investorenliste hielt der West-Berliner Senat jedoch geheim.

## Folgen
Die Mainzer Spielbankenaffäre zeitigte für nahezu alle Beteiligten keine Konsequenzen, weder im Zuge der staatsanwaltlichen Ermittlungen, noch seitens des Untersuchungsausschusses. Innenminister Kurt Böckmann hatte sein Amt bereits zum Ende der Legislaturperiode 1987 abgegeben. Carl-Ludwig Wagner gehörte auch dem Kabinett Vogel IV an und war schließlich von 1988 bis 1991 Ministerpräsident des Landes Rheinland-Pfalz.
Gerichtlich verurteilt wurde lediglich Eckhard Kentsch, gemeinsam mit Gerhard Schmidt. Strafrechtlich relevant war hierfür allein beider Rolle in der MVA-Affäre. 1991 verurteilte das Landgericht Wiesbaden die beiden Ex-Manager wegen Untreue und Betrugs zu fünf bzw. vier Jahren Gefängnis.